# Jozafata Hordaševska
Blažena Jozafata Mihajlina Hordaševska (ukr.: Йосафа́та Михайлина Гордашевська, Lviv, 20. studenoga 1869. – Lviv, 7. travnja 1919.) - ukrajinska grkokatolička redovnica, utemeljiteljica ženske redovničke zajednice Sestara Službenica od Marije Bezgrešne, proglašena blaženom
Rođena je kao Mihajlina Hordaševska u Lvivu 20. studenoga 1869. Tada je njen rodni grad bio dio Austro-Ugarske Monarhije, a danas se nalazi na zapadu Ukrajine. Odgojena je u obitelji grkokatoličkih ukrajinskih vjernika. U Lvivu, grkokatolici su tada činili 14% stanovništva, a danas 45%, jer se povećao broj Ukrajinaca u stanovništvu, a znatno smanjio broj Židova i Poljaka nakon Drugoga svjetskoga rata. 
Postala je redovnica s 18 godina. Uz pomoć svećenika Jeremije Lomnijtskog i Kirila Seletskog utemeljila je prvu žensku Družbu bizantsko-ukrajinskog obreda: Sestre Službenice od Marije Bezgrešne. Uzela je redovničko ime Jozafata u čast sv. Jozafata Kunceviča, grkokatoličkoga nadbiskupa, redovnika i mučenika.
Sestre Službenice od Marije Bezgrešne posvećene su brizi za bolesne i najpotrebnije. Jozafata Hordaševska predvodila ih je zauzetim i požrtvovnim radom pa se zajednica širila i dobivala nove članice.
Preminula je od tuberkuloze kostiju u 49 godini u teškim bolovima. Tijelo joj je eshumirano 1982. i položeno u središnjicu Sestara Službenica od Marije Bezgrešne u Rimu.
Papa Ivan Pavao II. proglasio ju je blaženom u Lvivu u lipnju 2001. godine.